# Hilde Indreberg
Hilde Indreberg (* 22. Oktober 1957 in Oslo) ist eine norwegische Juristin. Von 2007 bis 2025 war sie Richterin am Obersten Gerichtshof von Norwegen.

## Leben und Wirken
Nach ihrem Studienabschluss 1987 an der Universität Oslo arbeitete Indreberg zunächst in der Rechtsabteilung von Norad, der Norwegischen Agentur für Entwicklungszusammenarbeit. 1989 wechselte sie in die Gesetzgebungsabteilung des norwegischen Justizministeriums. Nach einer kurzzeitigen Tätigkeit als stellvertretende Richterin am Bezirksgericht von Nedre Romerike kehrte sie 1995 an das Justizministerium zurück, wo sie 2000 zur stellvertretenden Generaldirektorin der Gesetzgebungsabteilung befördert wurde. Am 1. April 2007 wurde sie zur Richterin am Obersten Gerichtshof von Norwegen ernannt. Im März 2025 schied sie vorzeitig aus dem Dienst und ging in Ruhestand.